# Vârful Tulișa, Masivul Tulișa
Vârful Tulișa, Masivul Tulișa este, la cei 1.792 m a săi, vârful cel mai înalt al Masivului Tulișa.